# ویچر ۳: وایلد هانت – خون و شراب
ویچر ۳: وایلد هانت – خون و شراب (انگلیسی: The Witcher 3: Wild Hunt – Blood and Wine) دومین و آخرین بسته الحاقی بازی ویدئویی ویچر ۳: وایلد هانت است. خون و شراب برای مایکروسافت ویندوز، پلی‌استیشن ۴ و ایکس‌باکس وان در ۳۱ مه ۲۰۱۶ و بعدتر در ۱۵ اکتبر ۲۰۱۹ برای نینتندو سوئیچ عرضه شد. این بسته الحاقی داستان گرالت از ریویا را در سفرش به توسان، یک دوک‌نشین که از جنگ در جریان در نسخه اصلی بازی در امان مانده، دنبال می‌کند. او در تلاش است تا یک هیولای اسرارآمیز که در این منطقه وجود دارد را بیابد. این بسته الحاقی به‌طور گسترده از سوی منتقدان تحسین شد و توانست برنده چند جایزه شود.